# آيشتيت
آيش اشتت (بالألمانية: Eichstätt) هي بلدة ألمانية تقع في ألمانيا في منطقة إيشتيت.[بحاجة لمصدر]

## المدن التوأمة
مدينة Vestenanova هي مدينة توأمة لـآيش اشتت.

## أعلام
- جيوفاني باربييري
- لودفيغ أوت
- يوهانا صوفيا كتنر
- فلوريان بيرجير